# La terra e i suoi figli
La terra e i suoi figli (Land og synir) è un film del 1980 diretto da Ágúst Guðmundsson.